# Sojus T-2
Sojus T-2 ist die Missionsbezeichnung für den am 5. Juni 1980 gestarteten Flug eines sowjetischen Sojus-Raumschiffs zur sowjetischen Raumstation Saljut 6. Es war der elfte bemannte Besuch eines Sojus-Raumschiffs bei dieser Raumstation und der 58. Flug im sowjetischen Sojusprogramm. 

## Besatzung

### Hauptbesatzung
- Juri Wassiljewitsch Malyschew (1. Raumflug), Kommandant
- Wladimir Wiktorowitsch Aksjonow (2. Raumflug), Bordingenieur

### Ersatzmannschaft
- Leonid Denissowitsch Kisim, Kommandant
- Oleg Grigorjewitsch Makarow, Bordingenieur

Die Unterstützungsmannschaft bestand aus Wassili Lasarew und Gennadi Strekalow.

## Missionsüberblick
Sojus T-2 war die erste bemannte Erprobung des neuen Raumschifftyps, nachdem mit Kosmos 670, Kosmos 772, Kosmos 869, Kosmos 1001, Kosmos 1074 und der unbemannten Sojus T-1 bereits sechs Erprobungsflüge vorausgegangen waren. 
Als Kurzzeitbesatzung der Raumstation Saljut 6 führte die Mannschaft die Bezeichnung Saljut 6 EP-6. Zum ersten Mal seit über zwei Jahren bestand damit eine Besuchsmannschaft nur aus sowjetischen Kosmonauten, ohne einen Gastkosmonauten aus einem anderen Land.
Der Übergang zu einer digitalen, rechnergestützten Steuerung wurde als sehr kritisch angesehen. Daher übernahm die Mannschaft auch den Endanflug zur Station manuell, nachdem das Argon-Computersystem Abweichungen angezeigt hatte.
Die Raumstation war zu dieser Zeit mit der vierten Langzeitbesatzung (Saljut 6 EO-4), Leonid Popow und Waleri Rjumin bemannt. Malyschew und Aksjonow blieben nur vier Tage an Bord von Saljut 6, bevor sie mit Sojus T-2 zur Erde zurückkehrten.